# Bandits (film, 2001)
Pour les articles homonymes, voir Bandit (homonymie).
Pour plus de détails, voir Fiche technique et Distribution.
Bandits : Gentlemen braqueurs (Bandits) est un film américain réalisé par Barry Levinson et sorti en 2001.

## Synopsis
Évadés de prison Joe Blake et Terry Collins décident de se faire la belle vie en braquant les banques. Ils le font cependant en suivant un certain code d'honneur. Ils vont de ville en ville, employant une méthode bien au point : kidnapper le directeur d'une banque le soir, en soupant et en passant la nuit chez lui et se rendre à la banque au matin pour voler l'argent. Survient Kate qui n'est pas comme les autres femmes… et qui bouleverse l'unité de leur équipe. Ce trio qui vit aux franges des conventions sociales a-t-il un avenir ?

## Fiche technique
Sauf indication contraire, les informations mentionnées dans cette section peuvent être confirmées par la base de données cinématographiques IMDb,  présente dans la section « Liens externes ».
- Titre original  : Bandits
- Titre français : Bandits : Gentlemen braqueurs
- Titre québécois : Bandits
- Réalisation : Barry Levinson
- Scénario : Harley Peyton
- Musique : Christopher Young
- Photographie : Dante Spinotti
- Direction artistique : Victor Webster
- Distribution des rôles : Ellen Chenoweth
- Décors : Victor Kempster (de), Merideth Boswell (décors de plateau)
- Costumes : Gloria Gresham
- Montage : Stu Linder
- Production : Ashok Amritraj, Michele Berk, Michael Birnbaum, David Hoberman, Barry Levinson, Arnold Rifkin et Paula Weinstein, Jim Andrino et Freddie Glusman (co-production), Stephen J. Eads et Lenny Vullo (production associée), Patrick McCormick, Harley Peyton et David Willis (production exécutive)
- Sociétés de production : Metro-Goldwyn-Mayer, Empire Pictures, Lotus Pictures, Baltimore Spring Creek Productions, Cheyenne Enterprises et Epsilon Motion Pictures
- Sociétés de distribution :  Metro Goldwyn Mayer,  United International Pictures
- Pays de production :  États-Unis
- Budget : 75 millions de dollars
- Langue originale : anglais
- Format : couleur – 35 mm – 2,35:1 — son DTS, Dolby Digital et SDDS
- Genres : comédie dramatique, romance, buddy movie, casse
- Durée : 123 minutes
- Dates de sortie[1] : 
  - États-Unis : 12 octobre 2001
  - France : 16 janvier 2002

## Distribution
- Bruce Willis (V. F. : Patrick Poivey) (V. Q. : Jean-Luc Montminy) : Joseph « Joe » Blake
- Billy Bob Thornton (V. F. : Gérard Darier) (V. Q. : Éric Gaudry) : Terry Lee Collins
- Cate Blanchett (V. F. : Isabelle Gardien) (V. Q. : Christine Bellier) : Kate Wheeler
- Troy Garity (V. F. : Julien Sibre) (V. Q. : Pierre Auger) : Harvey « Dog » Pollard, l'Homme de paille
- Brian F. O'Byrne : Darill Miller
- Stacey Travis (V. Q. : Élise Bertrand) : Cloe Miller
- Bobby Slayton (V. F. : François Siener) (V. Q. : Luis De Cespedes)  : Darren Head
- January Jones : Claire / Pink Boots
- Azura Skye : Cher
- Peggy Miley : Mildred Kronenberg
- William Converse-Roberts : Charles Wheeler
- Richard Riehle : Larry Fife
- Micole Mercurio : Sarah Fife
- Anthony Burch : Phil
- Sam Levinson : Billy Saunders
- Scout LaRue Willis : Monica Miller
- Tallulah Belle Willis : Erika Miller
- John Evans : Ralph
- Scott Burkholder : le policier de Wildwood

Source et légende : Version française (V. F.) sur le site d’AlterEgo (la société de doublage)

## Bande originale
1. Gallows Pole - Jimmy Page et Robert Plant
2. Tweedle Dee and Tweedle Dum - Bob Dylan
3. Holding Out for a Hero - Bonnie Tyler
4. Twist in My Sobriety - Tanita Tikaram
5. Rüdiger - Mark Knopfler
6. Just Another - Pete Yorn
7. Walk On By - Aretha Franklin
8. Superman (It's Not Easy) - Five for Fighting
9. Crazy 'Lil Mouse – In Bloom
10. Just the Two of Us - Grover Washington, Jr.
11. Wildfire - Michael Martin Murphey
12. Total Eclipse of the Heart - Bonnie Tyler
13. Bandits Suite - Christopher Young
14. Beautiful Day - U2

## Accueil

### Critique
Dans l'ensemble des critiques professionnels des pays anglophones, Bandits est globalement bien reçu, 69 % des 139 commentaires collectés par le site Rotten Tomatoes sont positifs, avec une moyenne de 6,1⁄10. Le site Metacritic lui attribue un score de 60⁄100, pour 32 commentaires collectés, avec comme mention « critiques variables ou moyennes ». En France, le site Allociné, lui attribue une note de 3,8⁄5, pour 16 commentaires collectés .

### Box-office
Sorti aux États-Unis le 12 octobre 2001 dans 3 207 salles, Bandits prend la seconde place du box-office américain, avec 13 050 700 $, pour une moyenne de 4,069 $ par salles, se positionnant derrière Training Day (13 386 457 $, pour une moyenne de 4,936 $ sur les 2,712 salles à le diffuser). Toutefois, Bandits chute à la quatrième place le week-end suivant avec 10 502 409 $ de recettes (soit une moyenne de 3,275 $, soit une évolution en baisse de 36,7 %, mais qui lui permet de totaliser 27 083 381 $.
En France, sorti trois mois plus tard dans 297 salles, Bandits prend la troisième place du box-office avec 268 456 entrées en première semaine, derrière Spy Game : jeux d'espions (374 474 entrées dans 519 salles) et Le Seigneur des anneaux : La Communauté de l'anneau (367 830 entrées dans 708 salles), mais peine à se maintenir favorablement, connaissant une forte baisse allant jusqu'à -61 % en quatrième semaine, où il a cumulé 553 625 entrées. Bandits totalise 606 684 entrées en fin d'exploitation.

## Distinctions

### Récompenses
- Primé au National Board of Review de 2001 pour le meilleur acteur en faveur de Billy Bob Thornton (ainsi que pour The Barber (2001) et Monster's Ball (2001)).
- Primé aux Florida Film Critics Circle Awards de 2002 du prix du meilleur acteur en faveur de Billy Bob Thornton (ainsi que pour The Barber (2001) et Monster's Ball (2001)), et de la meilleure actrice en second rôle (Best Supporting Actress) pour Cate Blanchett (avec The Man Who Cried (2000), Le Seigneur des anneaux : La Communauté de l'anneau (2001) et The Shipping News (2001).

### Nominations
- Nommé aux Golden Globes de 2002 pour la Best Performance by an Actor in a Motion Picture - Musical or Comedy en faveur de Billy Bob Thornton, et la Best Performance by an Actress in a Motion Picture - Musical or Comedy en faveur de Cate Blanchett
- Nommé aux AFI Awards de 2002 comme AFI Featured Actor of the Year - Female - Movies en faveur de Cate Blanchett
- Nommé aux Golden Trailer Awards de 2002 pour la Best Title Sequence
- Nommé aux Phoenix Film Critics Society Awards de 2002 pour le Best Actor in a Supporting Role en faveur de Billy Bob Thornton.
- Nommé aux Screen Actors Guild Awards de 2002 pour une Outstanding Performance by a Female Actor in a Supporting Role en faveur de Cate Blanchett
- Nommé aux World Stunt Awards de 2002 en vue du Taurus Award pour le Best Driving en faveur de Bruce Paul Barbour, Terry Jackson et Jacob Chambers